# Årre
Årre er en lille by i Sydvestjylland med 628 indbyggere  (2024), beliggende i Årre Sogn. Byen ligger i Varde Kommune og tilhører Region Syddanmark. Lidt nord for Årre by findes Årre Kirke, der er en romansk kirke fra 1100-tallet med et sengotisk tårn.
I byen ligger Årre Kro og Årre Skole. Skolen er en bygning med plads til ca. 200 elever og fungerer som oplandsskole for Årre, Fåborg og Hjortkær.
Årre ligger ved primærrute 30 med 16 kilometer til Varde, knap 18 til Esbjerg og 29 til Grindsted.